# Peter Ind
Peter Ind est un contrebassiste de jazz britannique né le 20 juillet 1928 et mort le 20 août 2021,.

## Carrière

### Débuts
Peter Ind commence à jouer de la contrebasse dans des groupes de swing dès l'âge de 14 ans et devient musicien professionnel en 1947, à moins de vingt ans. 
À partir de 1949, il travaille pendant trois ans au sein de l'orchestre du paquebot transatlantique britannique Queen Mary,.

### New York
Peter Ind fait ses débuts à New York en 1950 au Birdland Jazz Club avec le groupe du pianiste et compositeur Lennie Tristano (le gourou de l'école cool), puis s'installe en 1951 à New York où il suit les cours de Tristano.
Peter Ind donne ensuite à son tour des cours au contrebassiste Charles Mingus, et il continue de se produire et d'enregistrer avec Tristano ainsi qu'avec le disciple de ce dernier, le saxophoniste alto Lee Konitz, avec lequel il travaille régulièrement entre 1954 et 1957,,, apparaissant sur six des albums de Konitz.
En 1956, il joue et enregistre au club de jazz Hickory House de New York avec la pianiste allemande Jutta Hipp présentée au public américain par le critique musical de jazz et producteur de disques anglo-américain Leonard Feather comme la « First Lady of European Jazz », et qui fut la première Européenne et la première musicienne blanche à obtenir un contrat avec le célèbre label américain Blue Note Records,,.
En 1958, Peter Ind joue avec le batteur et chef d'orchestre Buddy Rich,  un grand showman du jazz d'une conception musicale opposée à celle de Tristano, le novateur aux racines du cool jazz, puis avec des musiciens de hard bop tels que le saxophoniste ténor Booker Ervin ou le pianiste Mal Waldron.

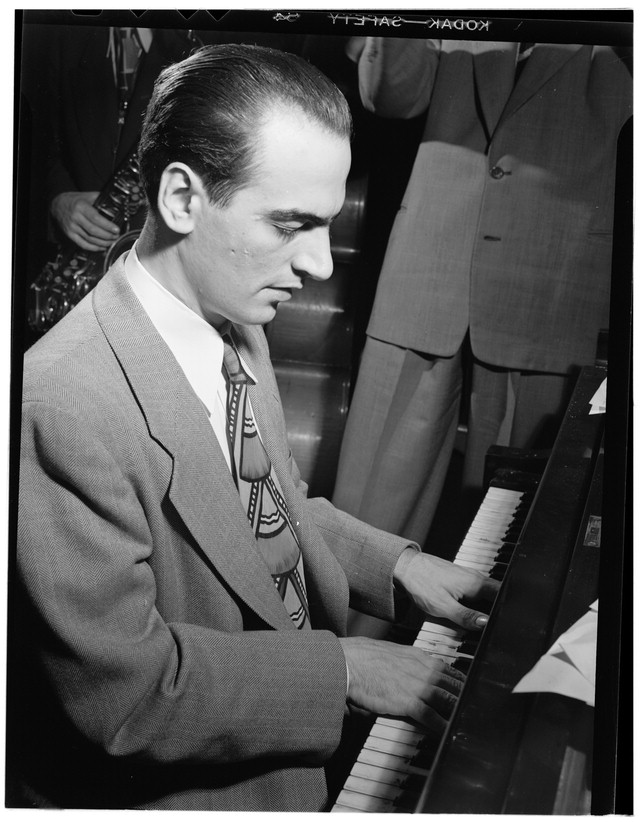
Lennie Tristano.
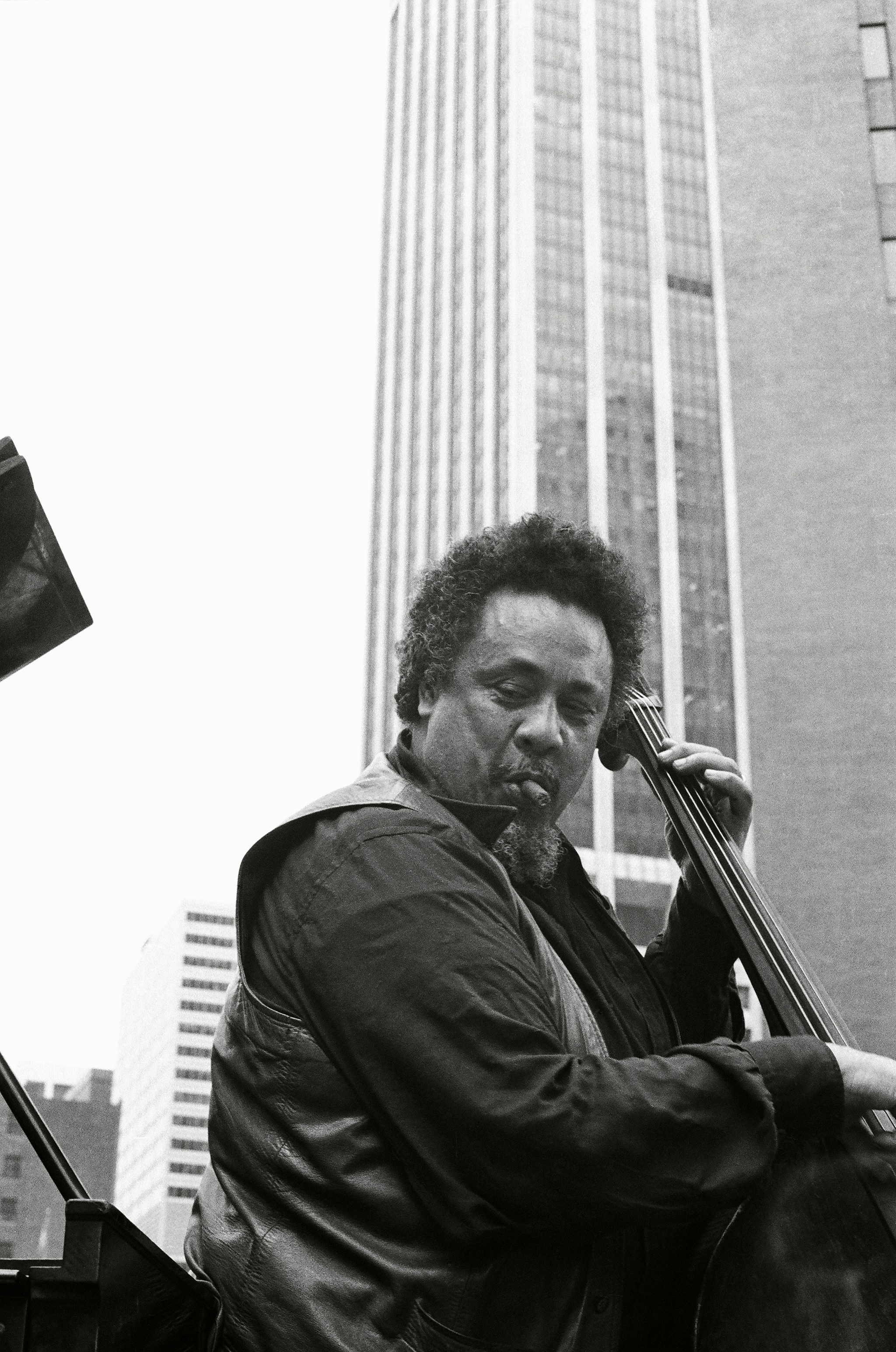
Charles Mingus.
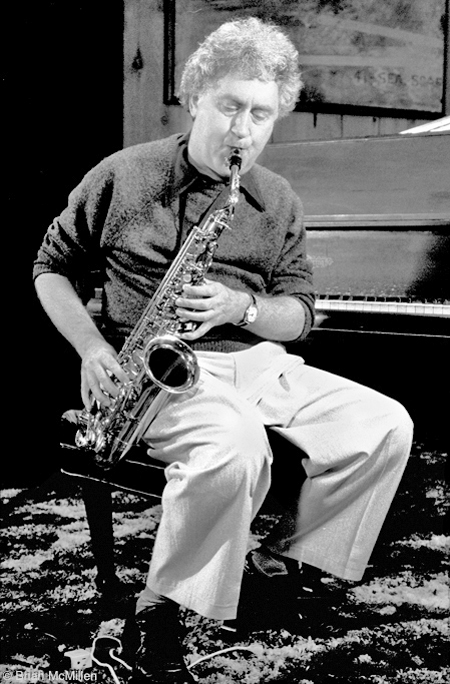
Lee Konitz.
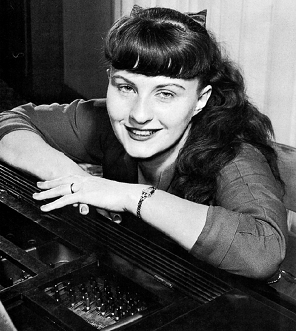
Jutta Hipp.
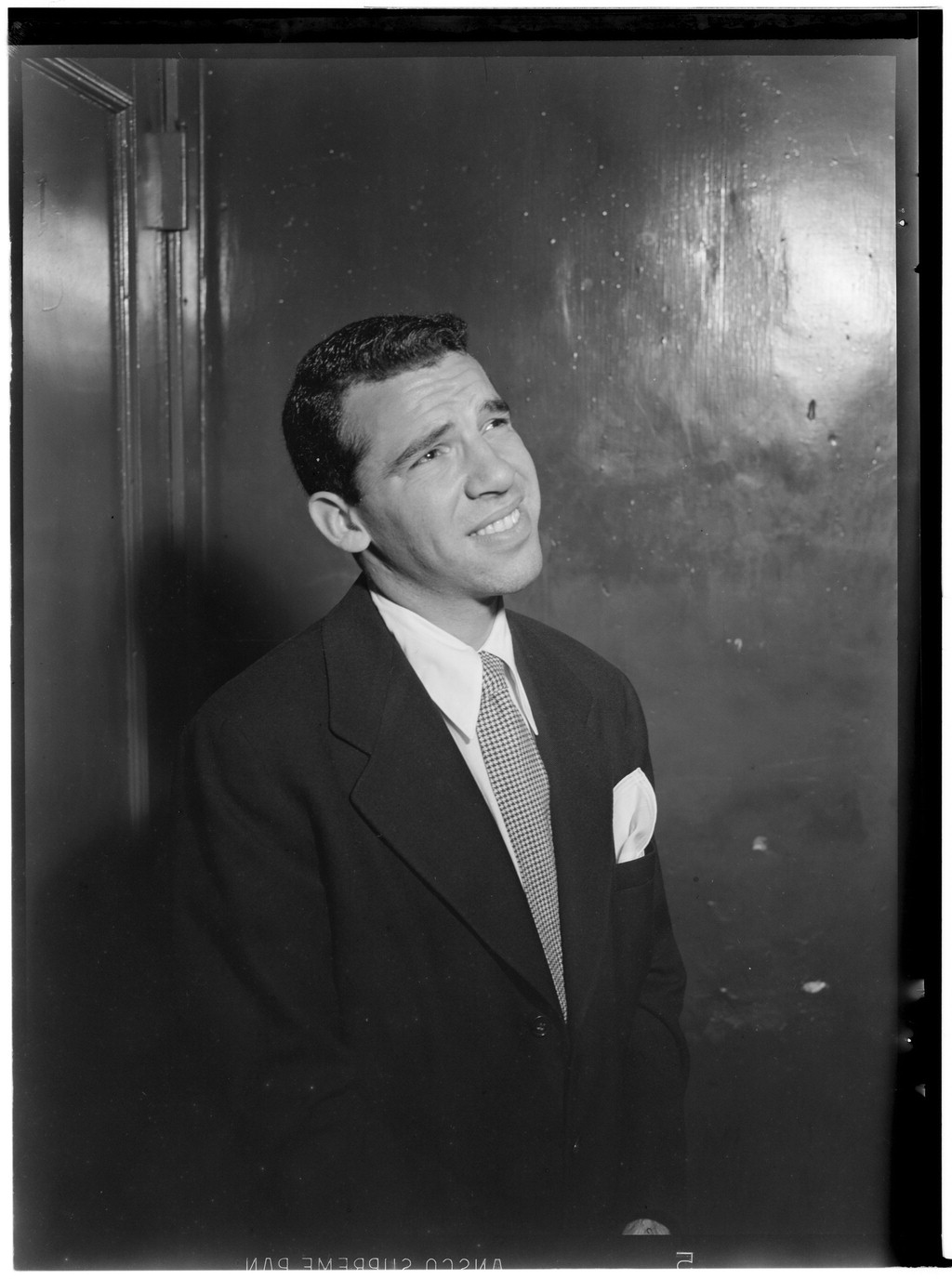
Buddy Rich.

### Studio d'enregistrement et label
Passionné par le processus d'enregistrement autant que par ses activités de bassiste, Ind achète son premier magnétophone en 1953, puis il crée son propre studio d'enregistrement en 1957 et devient l'un des premiers ingénieurs à enregistrer du jazz en direct en stéréo,. Dans une interview donnée en 1980 à Les Tomkins, Peter Ind raconte « J'ai eu du mal à convaincre les compagnies d'acheter des bandes stéréo. Ils m'ont dit : "Ce n'est qu'un gadget - nous ne voudrons jamais ça", alors je leur ai répondu : "Bon, écoutez, je vous donnerai une copie mono si vous voulez, mais je pense qu'il serait plus sage de prendre la stéréo." ». Dans cette même interview, Ind dit sa conviction que « l'une des choses qui ont, selon lui, détourné beaucoup de gens des disques de Charlie Parker, c'est le fait qu'ils ont été enregistrés sur de petits enregistreurs portables »,.
De nombreux enregistrements ont été réalisés dans son studio dans les années 1950 et au début des années 1960, notamment des sessions avec le saxophoniste ténor Zoot Sims et le saxophoniste baryton Gerry Mulligan.
Quatre ans plus tard, Ind lance son propre label, Wave, sur lequel il consacrera de multiples albums à son instrument, la contrebasse (voir la section Discographie).

### Californie

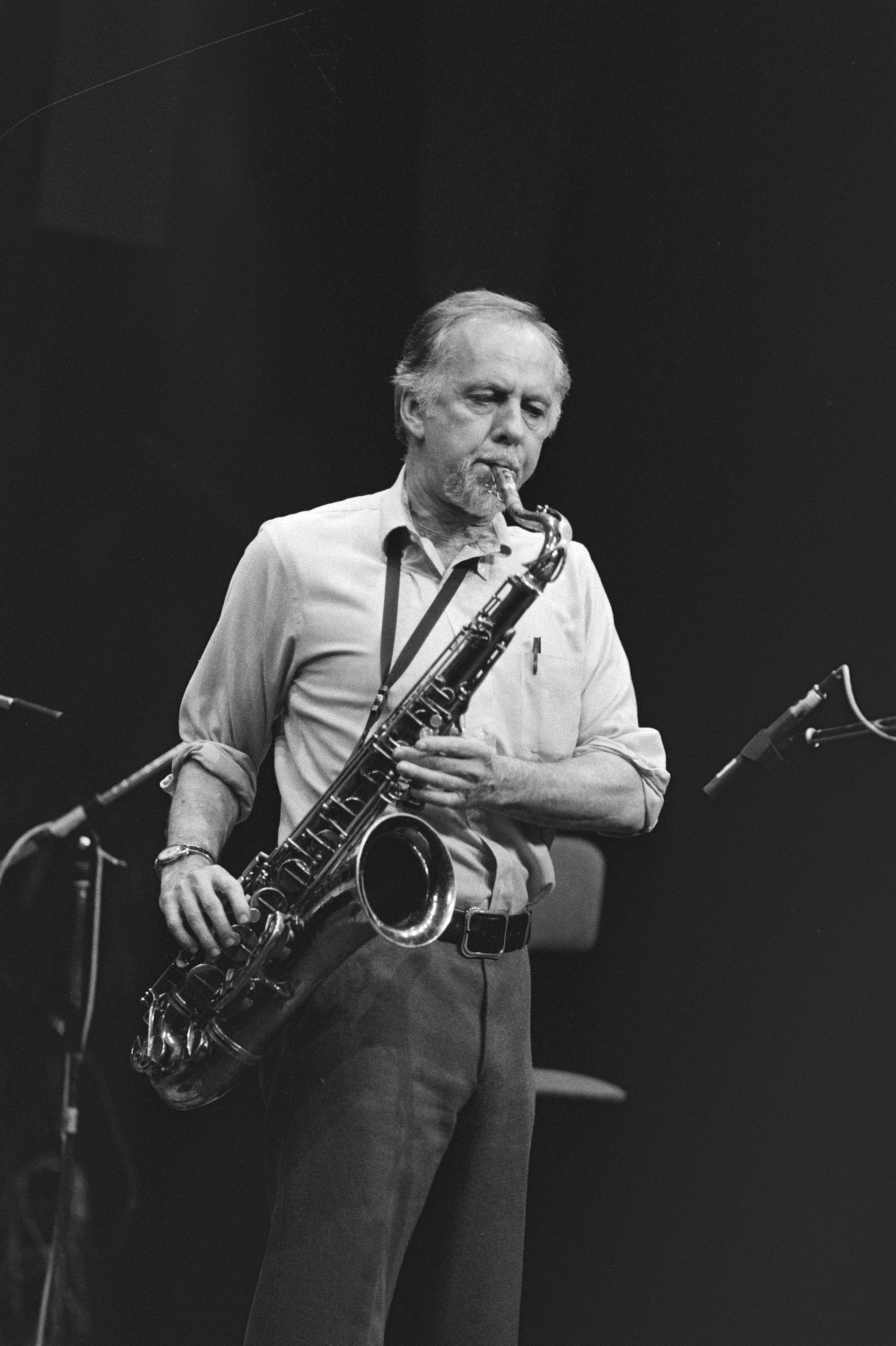
Warne Marsh.

En 1963, Peter Ind quitte New York et s'installe sur la côte ouest des États-Unis, dans la région montagneuse de Big Sur en Californie, où il reste trois ans de 1963 à 1966,. Au cours de cette période, il s'adonne à la peinture, inspiré par une exposition de Van Gogh qu'il avait vue à Philadelphie en 1953, et enregistre plusieurs albums de contrebasse solo. En 1965, il joue à nouveau avec Konitz et avec un autre disciple de Tristano, le saxophoniste ténor Warne Marsh dont il dira dans l'interview donnée en 1980 à Les Tomkins « Ce qui est formidable dans la contribution de Warne, je pense, c'est qu'il est unique, en ce sens que sa force réside uniquement dans l'improvisation ».

### Royaume-Uni
En 1966, Peter Ind décide de quitter l'Amérique et de retourner au Royaume-Uni, où il s'installe dans un cottage dans la campagne galloise. En 1967, il co-crée le premier cours de jazz à plein temps du Royaume-Uni au Leeds College of Music.
Dans le même temps, Ind continue à se produire, à enseigner et à gérer son label,. Les activités avec Konitz et Marsh se poursuivent, notamment avec des tournées en 1975 et 1976.
En 1981, il crée un studio dans le quartier de Hoxton à Londres, dans les caves duquel il ouvre en 1984 ouvre le club de jazz Bass Clef, qui a été dans les années 1980 et au début des années 1990 l'un des clubs de jazz les plus populaires de la ville avant de fermer en 1994 à cause de problèmes fiscaux, laissant Ind profondément endetté,,.
Peter Ind passe une grande partie de ses dernières années en France et en Espagne, s'installant finalement dans le village de Rottingdean, sur la côte du Sussex.

## Biographie de Lennie Tristano par Peter Ind
« En 2005, l'éditeur londonien Equinox publie le livre d'Ind, Lennie Tristano And His Legacy, dans lequel Ind raconte l'histoire de son séjour à New York, où il a étudié avec Tristano, et plaide pour que le pianiste reçoive un plus grand respect critique pour ses innovations des années 1950 »,,.
Pour Ira Gitler, journaliste américain et historien du jazz, auteur de The Biographical Encyclopedia of Jazz avec Leonard Feather « L'histoire de Lennie Tristano a besoin d'être racontée depuis longtemps. Qui (pouvait le faire) mieux que Peter Ind, qui connaissait Lennie et sa musique probablement mieux que quiconque ? ».
Pour John Chilton, trompettiste de jazz professionnel et écrivain sur le jazz, Jazz Visions - Lennie Tristano And His Legacy « est un livre remarquable qui présente un double portrait fascinant du sujet et de l'auteur ».
Steven Cerra de Jazz Profiles conclut : « Le livre de Peter sur Lennie a peut-être été long à venir, mais il valait la peine d'attendre et le monde du jazz lui doit beaucoup pour l'avoir écrit ».

## Discographie sélective

### En tant que leader ou co-leader
De 1960 à 2000, Peter Ind a consacré de multiples albums à son instrument, la contrebasse, principalement sur son propre label, Wave,,,,,, : 
| Année                                                | Album                            | Label   |
| ---------------------------------------------------- | -------------------------------- | ------- |
| 1960                                                 | Looking Out                      | Esquire |
| 1968                                                 | Improvisation                    | Wave    |
| 1969                                                 | Time For Improvisation           | LP4     |
| 1970                                                 | Contra-Bach (avec Bernie Cash)   | Wave    |
| 1988                                                 | Jazz Bass Baroque                | Wave    |
| 2000                                                 | Alone Together (avec Rufus Reid) | Wave    |
| Guitar Jam - London Sessions Two (avec Tony Barnard) | Wave                             |         |

### En tant que sideman
Peter Ind a enregistré en tant que sideman avec des artistes de jazz de premier rang comme Lee Konitz, Paul Bley, Jutta Hipp,, Buddy Rich et Warne Marsh :
| Année | Leader      | Album                                    | Label              |
| ----- | ----------- | ---------------------------------------- | ------------------ |
| 1954  | Lee Konitz  | Konitz                                   | Storyville Records |
| 1955  | Paul Bley   | Paul Bley                                | EmArcy             |
| 1956  | Lee Konitz  | Inside Hi-Fi                             | Atlantic           |
| 1956  | Jutta Hipp  | Jutta Hipp at the Hickory House Volume 1 | Blue Note Records  |
| 1956  | Jutta Hipp  | Jutta Hipp at the Hickory House Volume 2 | Blue Note          |
| 1957  | Lee Konitz  | The Real Lee Konitz                      | Atlantic           |
| 1957  | Lee Konitz  | Very Cool                                | Verve              |
| 1958  | Buddy Rich  | Buddy Rich in Miami                      | Verve Records      |
| 1959  | Warne Marsh | The Art of Improvising                   | Revelation Records |
| 1977  | Lee Konitz  | London Concert                           | Wave               |

### Compilation
Le label Real Gone Jazz a consacré en 2013 un coffret de 4 CD regroupant 9 albums : l'album Looking Out où Ind est leader (1961) et 8 albums où il accompagne Paul Bley, Jutta Hipp, Lee Konitz et Buddy Rich, couvrant la période 1954 à 1958 :
| Année | Leader                        | Album                                                         | Label          |
| ----- | ----------------------------- | ------------------------------------------------------------- | -------------- |
| 2013  | Ind, Konitz, Bley, Hipp, Rich | Peter Ind With Lee Konitz, Paul Bley, Jutta Hipp & Buddy Rich | Real Gone Jazz |